# Candyman (película de 2021)
Candyman es una película de terror dirigida por Nia DaCosta, escrita por Jordan Peele y Win Rosenfeld y coproducida por Peele, Rosenfeld e Ian Cooper. Es una secuela directa de la película original de 1992 de Bernard Rose, que a su vez fue adaptada del cuento Lo prohibido de Clive Barker. Es la cuarta película de la serie y está protagonizada por Tony Todd como Candyman junto a Yahya Abdul-Mateen II, Teyonah Parris, Nathan Stewart-Jarrett y Colman Domingo en papeles secundarios.
Originalmente, Candyman estaba programada para ser lanzada en los Estados Unidos el 12 de junio de 2020, pero debido a la pandemia de COVID-19 se retrasó hasta el 27 de agosto de 2021.

## Argumento
En 1977, en los proyectos de vivienda Cabrini-Green de Chicago, un niño es testigo del asesinato de Sherman Fields, un hombre afroamericano sin hogar con un garfio en lugar de mano. Sospechoso de darle a un niño blanco una hoja de afeitar en un caramelo, Sherman es asesinado a golpes por la policía, pero luego se demuestra que es inocente.
En 2019, treinta años después de los acontecimientos de la primera película, el artista visual Anthony McCoy vive en Chicago con su novia, la directora de una galería de arte, Brianna Cartwright. El hermano de Brianna, Troy, le cuenta la leyenda urbana de Helen Lyle, una estudiante de posgrado que cometió una matanza a principios de los años noventa. Su alboroto culminó con una hoguera frente al proyecto de viviendas sociales de Cabrini-Green, cuando intentó sacrificar a un bebé. Los residentes pudieron rescatar al niño antes de que Helen pereciera en el fuego en un aparente acto de autoinmolación.
Desesperado por encontrar una chispa creativa que dé un giro a su carrera, Anthony recorre la reformada Cabrini-Green en busca de inspiración. Finalmente conoce a William Burke, propietario de una lavandería, que le presenta la historia de Candyman. Cuando Burke era pequeño, tuvo un encuentro aterrador con Sherman Fields, un hombre con mano de gancho al que la policía creía responsable de poner una hoja de afeitar en un caramelo que provocó la muerte de una chica. Burke alertó inadvertidamente a la policía de la presencia de Sherman dentro de las paredes de uno de los bloques de pisos, lo que les llevó a golpear a Sherman hasta la muerte. Cuando los niños siguieron recibiendo caramelos con hojas de afeitar en su interior, Sherman fue exonerado, y la leyenda implica que si alguien dice "Candyman" cinco veces a un espejo, el espíritu de Sherman aparecerá y matará al invocador.
Inspirado, Anthony desarrolla una exposición de arte basada en la leyenda del Candyman y la expone en la galería de arte de Brianna. Sin embargo, se siente consternado cuando no obtiene una reacción positiva. Esa noche, uno de los compañeros de trabajo de Brianna y su novia son asesinados por el Candyman después de decir su nombre cinco veces frente a una pieza de la exposición de Anthony (que consiste en un espejo) y a la mañana siguiente, una Brianna horrorizada descubre sus cuerpos. La leyenda se extiende y más personas son asesinadas tras repetir el nombre del Candyman, entre ellas, un grupo de chicas de la preparatoria, lo que desata una investigación policíaca que busca a un asesino que se hace llamar "Di mi nombre".
Anthony empieza poco a poco a obsesionarse con la leyenda y comienza a sufrir una transformación física derivada de una picadura de abeja que recibió en su mano en Cabrini-Green y que se convierte en una enorme costra que comienza a extenderse por todo su cuerpo. Posteriormente, Anthony, en busca de respuestas, se reúne de nuevo con Burke, quien le revela que "Candyman no es un él, es una colmena entera" y le habla de las distintas versiones que existen de la leyenda, como William Bell, Samuel Evans y de la entidad original: Daniel Robitaille. Esa misma noche, Anthony tiene una fuerte discusión con Brianna, quien lo termina abandonando. 
A la noche siguiente, Anthony acude a un hospital, donde se entera de que su madre, Anne-Marie, mintió sobre su nacimiento y, cuando se enfrenta a ella, le revela de mala gana que él era el bebé que Helen rescató del incendio la noche en que murió. Aunque Helen lo salvó del mismo Robitaille, el primer Candyman que lo secuestró y planeó sacrificarlo en el incendio, Anne-Marie nunca se lo contó porque quería que Anthony tuviera una vida normal. La comunidad había jurado no repetir nunca la leyenda del Candyman después de aquella noche, y ella teme lo que pueda ocurrir ahora que alguien ha roto el pacto. Anthony se va, resignado a su destino, y deambula por las modernas casas adosadas de Cabrini-Green.
Preocupada por Anthony, Brianna se da cuenta de que Burke le habló primero del Candyman y va a Cabrini-Green a buscarlos. En la lavandería, es atacada por Burke, quien la lleva a una iglesia abandonada donde Anthony, cuyo cuerpo sigue deteriorándose, la espera. Anthony entra en un estado disociado e intenta salvarla mientras Burke revela que era el mismo niño que no sólo fue testigo de la muerte de Sherman, sino que también vio al espíritu de Sherman regresar como el Candyman y fue testigo de cómo mataba a su hermana mayor y a un amigo que lo invocó. Sobre todo, Burke sabía que Anthony era el bebé que fue secuestrado por el primer Candyman y planea que la policía mate a Anthony a tiros para crear una nueva leyenda con el Candyman como instrumento de venganza y no como símbolo del dolor y el sufrimiento de los afroamericanos. Para completar la transformación de Anthony en el Candyman, Burke le corta la mano derecha y la sustituye por un garfio.
Brianna consigue escapar de la iglesia y es perseguida por Burke a través de Cabrini-Green, a quien apuñala cruelmente hasta la muerte. Anthony aparece y se derrumba en sus brazos mientras la policía, atraída por Burke, aparece y mata a tiros a Anthony. Brianna es arrestada y esposada, y mientras un oficial intenta intimidarla para que acepte que Anthony provocó a la policía para que le disparara, Brianna utiliza el espejo retrovisor del coche de policía para invocar al Candyman. Este aparece, ahora bajo la apariencia de Anthony, y termina masacrando a la policía. Cuando llegan más policías a la escena, Anthony adopta la apariencia de Robitaille (se revela que ha estado tomando las formas de Sherman y Anthony debido a sus trágicas muertes) y se le acerca a Brianna con una masa de abejas en la parte superior del torso, ordenándole que "se lo diga a todo el mundo".
Los créditos finales de la película incluyen un montaje animado de marionetas de sombras de varios miembros de Candyman como Robitaille, Sherman, Anthony Crawford, James Byrd Jr., George Stinney y por último, el propio Anthony.

## Reparto
- Yahya Abdul-Mateen II como Anthony McCoy, un artista visual que vivió en el extinto Cabrini Green Housing Projects cuando era un bebé. Fue secuestrado por Candyman y casi asesinado, pero fue salvado por Helen Lyle.
- Tony Todd como Daniel Robitaille / Candyman, un espíritu vengativo que mata a cualquiera que lo convoque diciendo su nombre cinco veces mientras se enfrenta a un espejo y niega abiertamente su existencia.
- Teyonah Parris como Brianna Cartwright, la novia de Anthony que es directora de una galería de arte.
- Nathan Stewart-Jarrett como Troy Cartwright, hermano de Brianna.
- Colman Domingo como William Burke, un residente de Cabrini Green que le cuenta a Anthony sobre la leyenda de Candyman.
- Rebecca Spence como Finley Stephens.
- Christiana Clark como Danielle Harrington.
- Cassie Kramer como Helen Lyle, la reencarnación de la amante de Candyman, Caroline Sullivan, quien fue capaz de derrotar a Candyman después de sacrificarse para salvar a Anthony cuando él era un bebé hace años. Ella misma se convirtió en un espíritu vengativo que también podría ser convocado si uno decía su nombre cinco veces mientras se enfrentaba a un espejo mientras negaba abiertamente su existencia. El personaje fue interpretado previamente por Virginia Madsen en la primera película y en las imágenes de archivo.
- Brian King como Clive Privler.
- Kyle Kaminsky como Grady Smith.
- Carl Clemons-Hopkins como Jameson.
- Cedric Mays como Gil Cartwright.
- Nancy Pender como presentadora de noticias de televisión.
- Pam Jones como Devlin Sharpe.
- Breanna Lind como Annika.

## Producción
En septiembre de 2018 se anunció que Jordan Peele estaba en conversaciones para producir una secuela de la película de 1992 Candyman a través de su productora, Monkeypaw Productions. También en 2018, durante una entrevista en Nightmare on Film Street, el actor Tony Todd declaró: "Prefiero que lo haga alguien con inteligencia, que sea reflexivo y profundice en toda la composición racial de quién es Candyman y por qué existió en primer lugar". En noviembre de 2018 se confirmó que Peele produciría la película con Universal y MGM y que se asociaría con Win Rosenfeld para coproducir la película, mientras que Nia DaCosta firmaba como directora.
En enero de 2019 se informó que Lakeith Stanfield posiblemente protagonizaría la película, pero no como el personaje principal, sino como un artista visual llamado Anthony que se interesaba por la leyenda de Candyman, similar al personaje de Helen Lyle interpretado por Virginia Madsen. En ese momento, no se sabía quién protagonizaría la película y si Todd o algún miembro del elenco anterior repetirían sus papeles. Sin embargo, en una entrevista con Entertainment Weekly, Todd habló de Peele, afirmando: "Sé que es un fan... Espero que aparezca en la película de alguna manera". ¿Tiene sentido? Pero es Hollywood, así que no lo tomaré personalmente si por alguna razón no funciona". Añadió: "Si este nuevo tiene éxito, arrojará luz sobre el original. Creo que el tema es más importante que cualquier persona. Y lo digo en serio". En febrero de 2019 Yahya Abdul-Mateen II estaba en conversaciones para interpretar al personaje titular. En respuesta a la noticia, Todd ofreció sus bendiciones con gracia, pasando la antorcha sobre Twitter, declarando: "Saludos a Candyman, un personaje maravilloso con el que he vivido durante 25 años. Ha traído gracia y gloria y un hermoso barco lleno de amigos y familiares, me siento honrado de que el espíritu de Daniel Robitaille y Cabrini Green se eleve nuevamente. ¡Verdad al poder! Bendiciones para el reparto y el equipo". Finalmente se anunció que Todd repetiría su papel.
La actriz Teyonah Parris fue elegida para interpretar al personaje de Brianna, la novia de Anthony.

### Rodaje
La fotografía principal de Candyman empezó en agosto de 2019 en el área de Chicago, con algunas filmaciones en el vecindario de North Park durante el mes de septiembre.

## Estreno
Universal Pictures tenía previsto estrenar Candyman el 12 de junio de 2020, pero debido a la pandemia de COVID-19, se retrasó hasta el 25 de septiembre y luego hasta el 27 de agosto de 2021.

## Recepción
Candyman recibió reseñas positivas de parte de la crítica y mixtas de parte de la audiencia. En el sitio web especializado Rotten Tomatoes, la película posee una aprobación de 84%, basada en 333 reseñas, con una calificación de 7.3/10 y un consenso crítico que dice: «Candyman adopta un enfoque incisivo y visualmente emocionante para profundizar la mitología de la franquicia y aterrorizar al público en el camino». De parte de la audiencia tiene una aprobación del 63%, basada en más de 5000 votos, con una calificación de 3.5/5.
El sitio web Metacritic le dio a la película una puntuación de 72 sobre 100, basada en 54 reseñas, indicando "reseñas generalmente positivas". Las audiencias encuestadas por CinemaScore le dieron a la película una "B" en una escala de A+ a F, mientras que en el sitio IMDb los usuarios le asignaron una calificación de 5.9/10, sobre la base de 66 064 votos. En la página web FilmAffinity la cinta tiene una calificación de 5.0/10, basada en 4907 votos.